# Bad Oldesloe
Bad Oldesloe (gesprochen [ˌbatˀɔldəsˈloː] mit Dehnungs-e, niederdeutsch Bad Oschloe, bis 1910 Oldesloe) ist eine Mittelstadt im Norden des Kreises Stormarn in Schleswig-Holstein.

## Geographie

### Geographische Lage
Das Gebiet der Stadt Bad Oldesloe erstreckt sich im südöstlichen Teilbereich des Naturraums Ostholsteinisches Hügel- und Seenland (Haupteinheit Nr. 702) am Flusslauf der Trave.  Es liegt ziemlich mittig zwischen den historisch bedeutenden Hansestädten Hamburg und Lübeck.

### Ortsteile
Die Stadt Bad Oldesloe besteht aus einer Mehrzahl von siedlungsgeographisch unterschiedlich strukturierten Ortsteilen. Diese wurden statistisch bei der Volkszählung in der Bundesrepublik Deutschland 1987 in einem Wohnplatzverzeichnis wie folgt ausgewiesen:
Neben dem gemeindlich namenstiftenden Ort als Stadtkern befinden sich auch die Ortsteile Glinde, Schadehorn, Rethwischfeld und Seefeld, die Gutsiedlungen Altfresenburg und Blumendorf, die Siedlungen Poggensee, Sehmsdorf und Neufresenburg, die Häusergruppe und Forsthaus Kneeden und Düpenau, außerdem die Dörfer Poggensee und Wolkenwehe im Gemeindegebiet.

### Nachbargemeinden
Umliegende Gemeinden von Bad Oldesloe sind:
| Travenbrück    | Wakendorf I (Kreis Segeberg)                |                                 |
| Grabau, Neritz | Kompassrose, die auf Nachbargemeinden zeigt | Feldhorst, Meddewade, Rethwisch |
|                | Rümpel, Pölitz                              |                                 |

## Geschichte

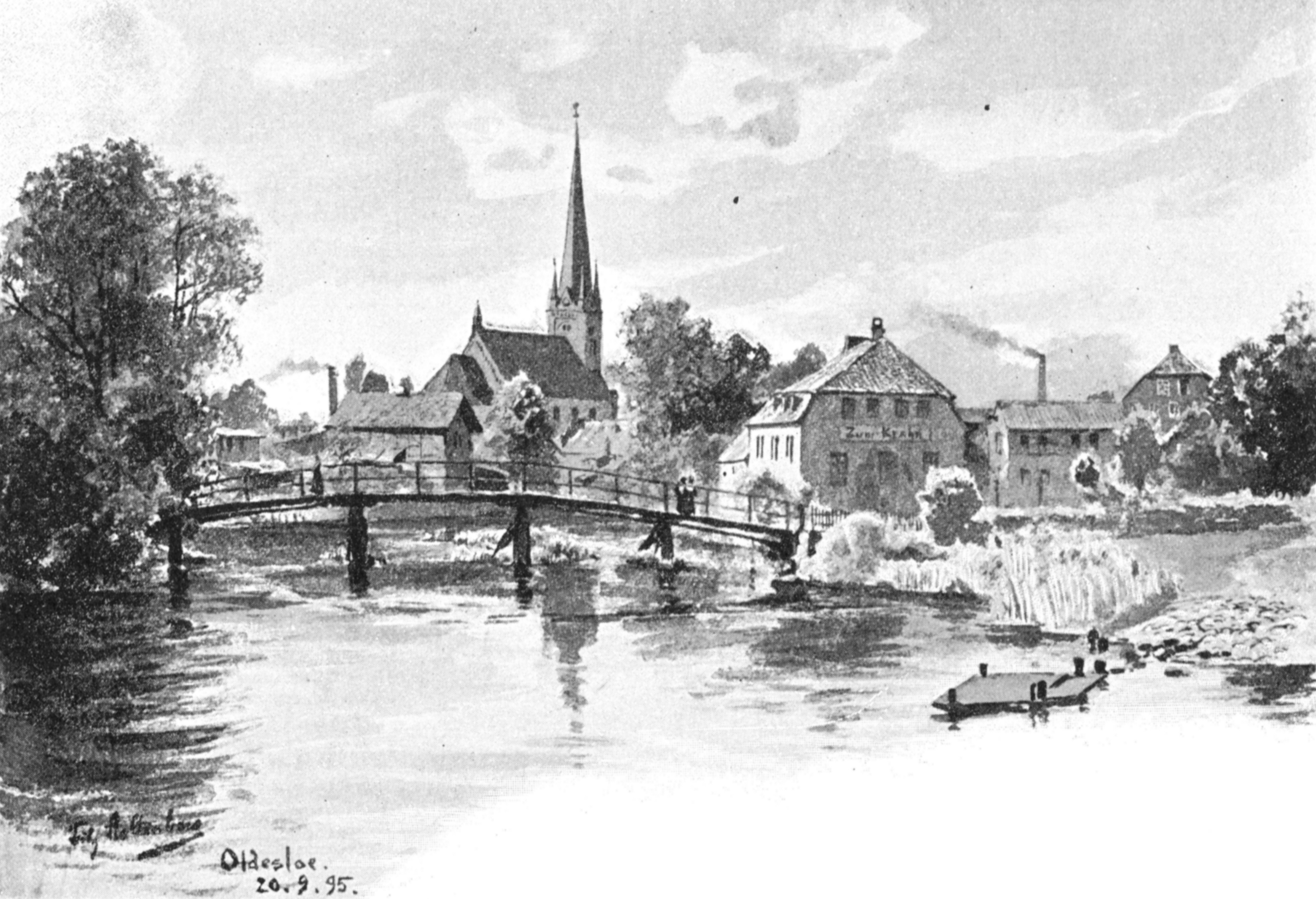
Oldesloe um 1895, mit Blick auf die Peter-Paul Kirche

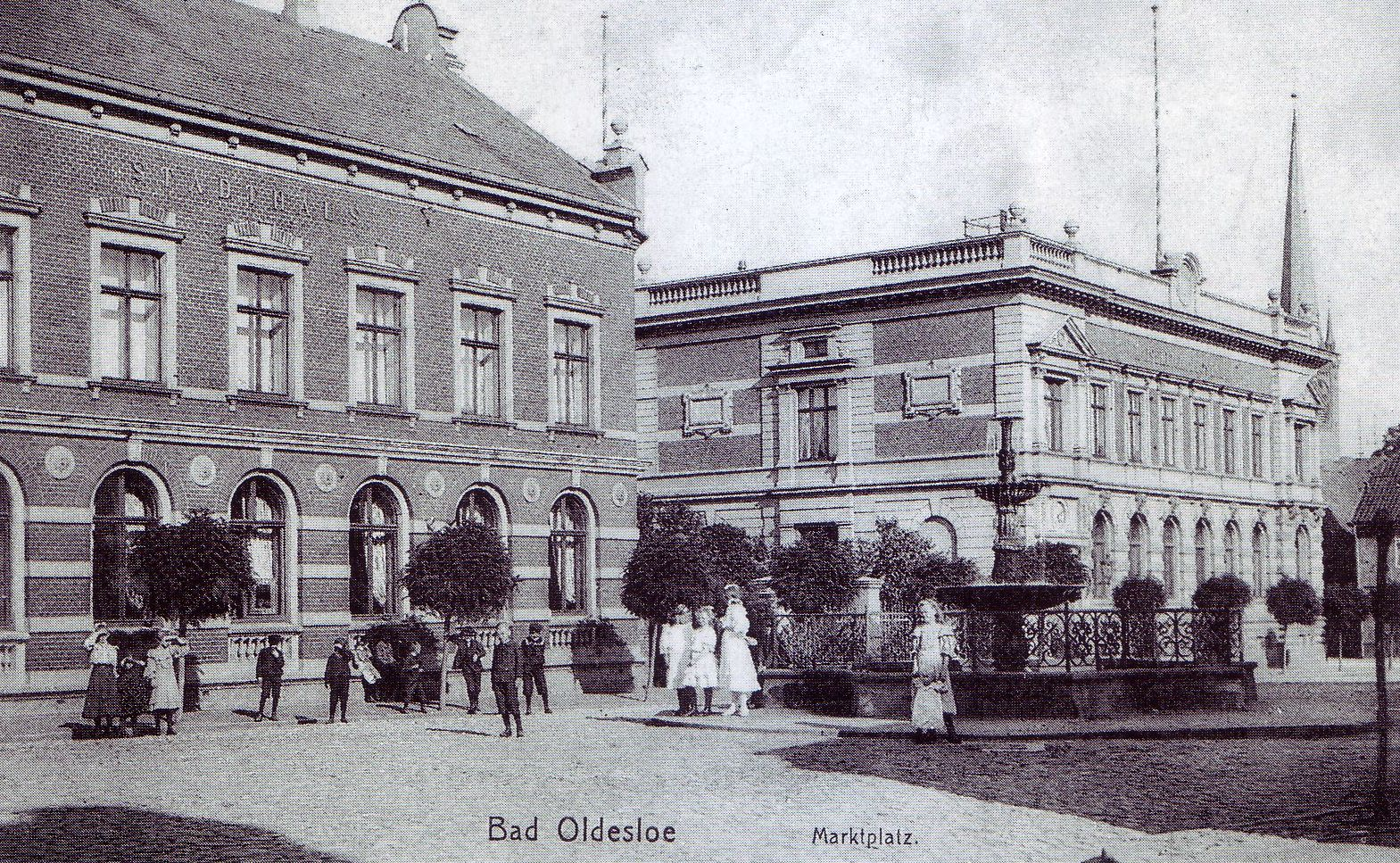
Oldesloer Marktplatz um 1900

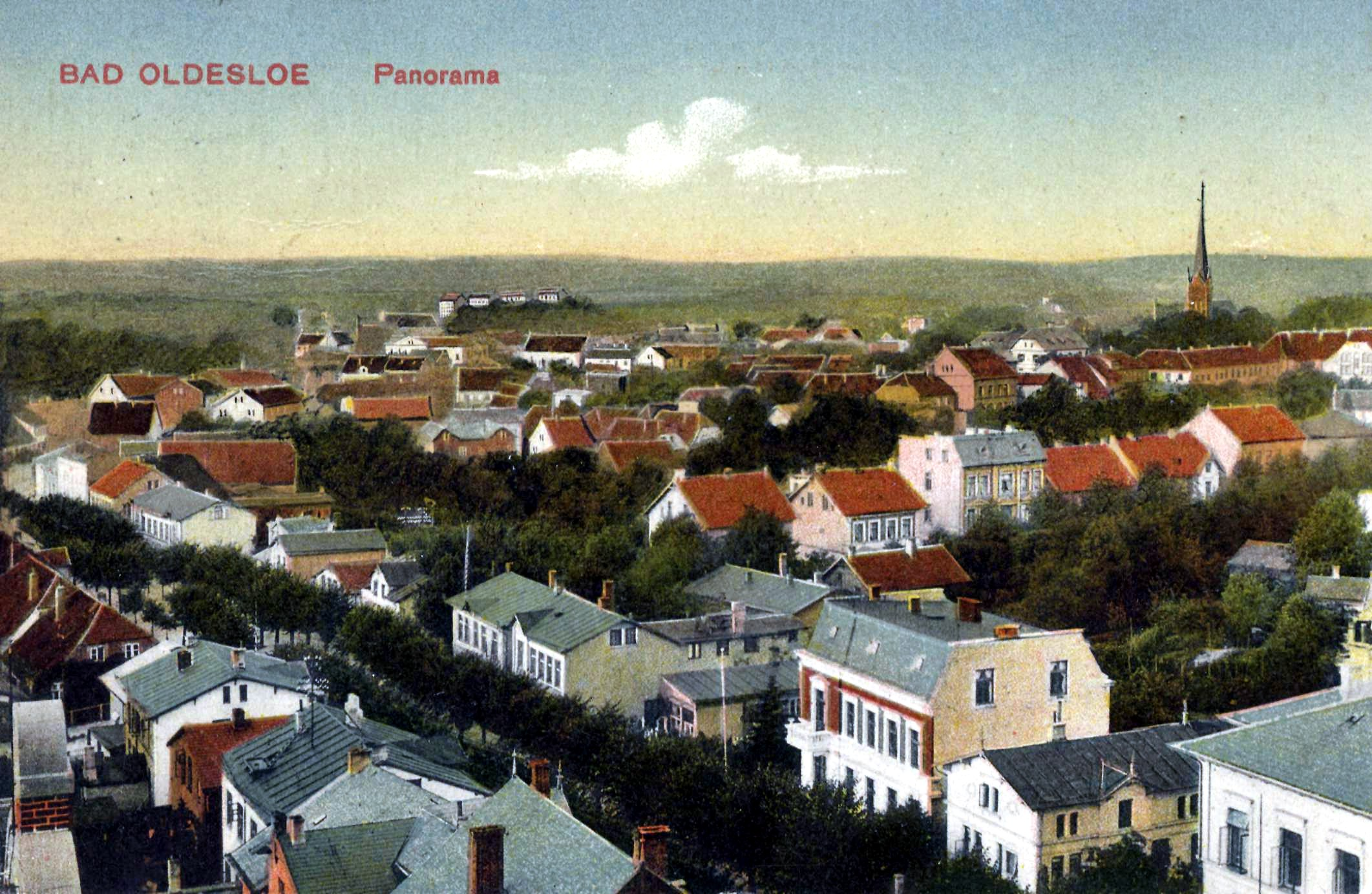
Altes Panorama

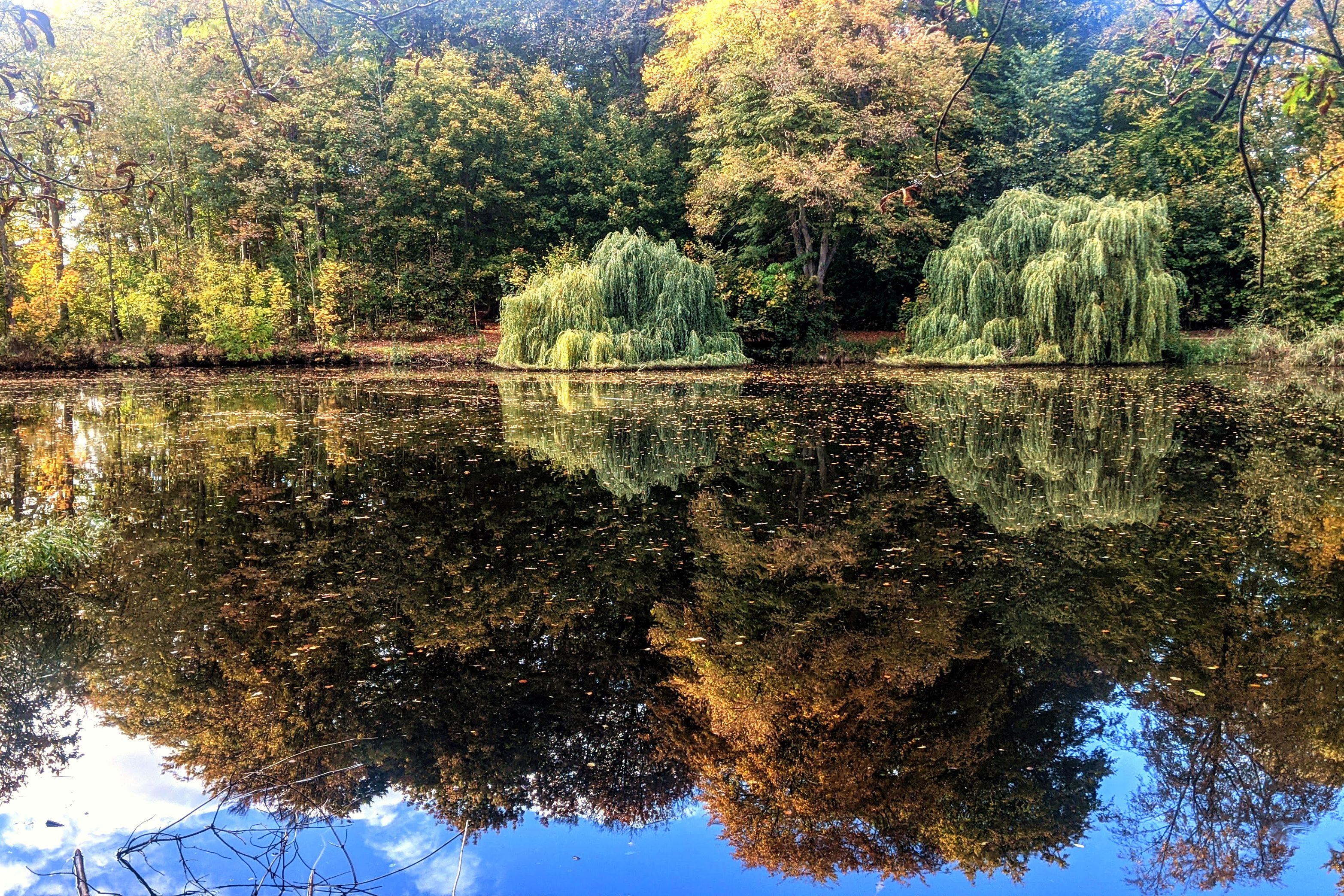
Salzteich im Kurpark

Das Gebiet ist bereits in der Steinzeit besiedelt gewesen. Hier gefundene Feuersteinwerkzeuge wurden auf die Zeit 6000–4500 v. Chr. datiert und sind unter dem Namen Oldesloer Stufe bekannt.
Nach einer geodätischen Deformationsanalyse zum Ort Treva aus dem antiken Kartenwerk der Geographike Hyphegesis, die das Institut für Geodäsie der Technischen Universität Berlin im Rahmen eines Forschungsprojekts der Deutschen Forschungsgemeinschaft 2007 bis 2010 durchführte, befand sich dieser historische Ort im Bereich der Gemarkung des heutigen Bad Oldesloe.
Oldesloe wurde erstmals 1163 als Tadeslo erwähnt. In der Carta Marina wird es 1538 Odelslo genannt. Die Schauenburger Grafen von Holstein-Stormarn entwickelten den Ort, der im sächsisch-slawischen Grenzgebiet an einem Traveübergang an der Nordsee-Ostsee-Straße von Lübeck nach Hamburg liegt, zu einem wichtigen Umschlagplatz. Bereits für 1175 ist eine Zollstation belegt. Um 1238 erhielt Oldesloe das lübische Stadtrecht, 1370 von Graf Adolf VIII. das Marktrecht. Seit dem Jahr 1289 war vor dem Hamburger Tor der Stadt ein Siechenhaus für Leprakranke nachweisbar, das als Siechenhaus St. Jürgen bekannt war.
Im Jahr 1515 entstand aufgrund eines königlichen Privilegs an den Lübecker Kaufmann Mathias Mulich der erste von mehreren Kupferhämmern an der Beste. 1529 folgte die Inbetriebnahme des Alster-Beste-Kanals und Oldesloe lag bis zur Einstellung der Schifffahrt um 1550 an der Binnenschifffahrtsverbindung zwischen Hamburg und Lübeck. Mit dem 1972 eingemeindeten Rethwischfeld gehört das Gelände des 1699 erbauten Schlosses Rethwisch heute zu Oldesloe. Hier residierten bis 1729 die zwei Herzöge von Schleswig-Holstein-Sonderburg-Plön-Rethwisch.
Am 22. Mai 1798 vernichtet ein Stadtbrand drei Viertel der Stadt.

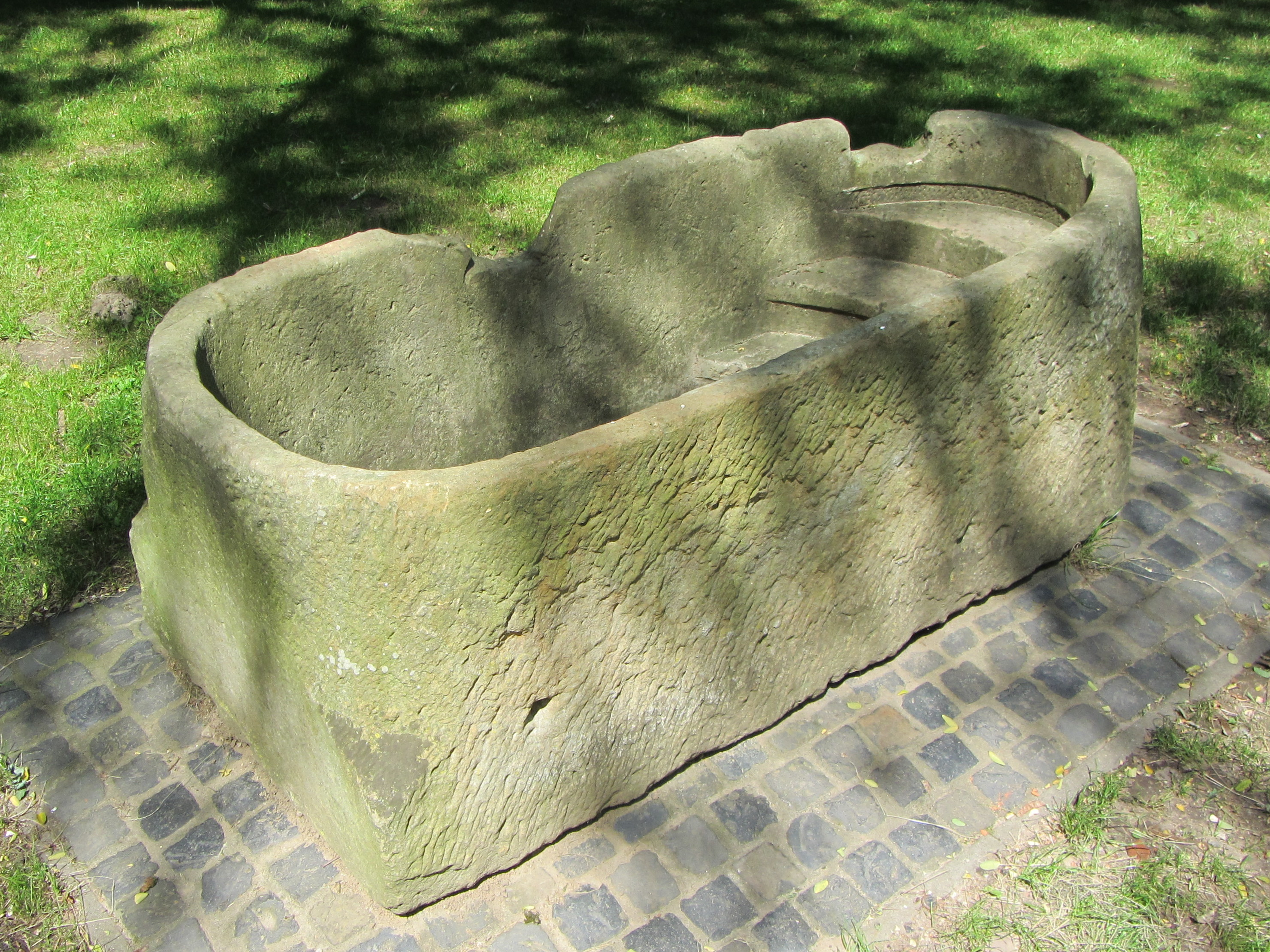
Badewanne aus dem Kurbad von 1813; als Baudenkmal im Kurpark ausgestellt

Im Jahr 1813 wurde ein modernes Kurbad (Sol-, Moor- und Schwefelbad) in Betrieb genommen. Die Verleihung des Titels „Bad“ erfolgte jedoch erst im Jahr 1910, als der Umfang des Kurbetriebs schon fast wieder bedeutungslos war. Trotz der heute nicht mehr vorhandenen Anerkennung als Heilbad trägt Oldesloe aber weiterhin den Namenszusatz „Bad“. Der letzte der Saline Oldesloe gehörende Salzspeicher an der Trave in Lübeck wurde 1839 verkauft.
Mit dem Anschluss an das Eisenbahnnetz im Jahr 1865 (Hamburg–Bad Oldesloe–Lübeck) wurde die bis dahin für diese Strecke bedeutsame Traveschifffahrt eingestellt.
Die 1907 eröffnete Bahnstrecke Elmshorn–Bad Oldesloe (über Ulzburg und Barmstedt) wurde auf dem Streckenstück Ulzburg–Blumendorf 1973 stillgelegt.
In den 1930er Jahren kämpfte Bürgermeister Friedrich Wilhelm Kieling vergeblich für eine Verlegung der Kreisverwaltung des Kreises Stormarn aus der kreisfreien Stadt Hamburg-Wandsbek nach Bad Oldesloe, was zu schweren Zerwürfnissen mit Landrat Constantin Bock von Wülfingen führte.
Im Zweiten Weltkrieg verlegte man dann nach der katastrophalen Bombardierung Hamburgs im Sommer 1943 die Kreisverwaltung provisorisch von Hamburg-Wandsbek nach Bad Oldesloe. Auch Bad Oldesloe selbst war ab 1940 vom Luftkrieg betroffen. Ein Angriff der Royal Air Force am 24. April 1945 forderte über 700 Menschenleben und 300 Verwundete. Mehrere hundert Gebäude waren total zerstört bzw. schwer beschädigt worden. Anfang Mai 1945 hatten die Alliierten schon fast ganz Deutschland besetzt. Am 2. Mai 1945 ergab sich Bad Oldesloe kampflos den vorrückenden britischen Truppen. Zwei Tage später unterschrieb Hans-Georg von Friedeburg im Auftrag des letzten Reichspräsidenten Karl Dönitz, der sich zuvor mit der letzten Reichsregierung nach Flensburg-Mürwik abgesetzt hatte, bei Lüneburg die Kapitulation aller deutschen Truppen in Nordwestdeutschland, den Niederlanden und Dänemark.
Seit 1949 befindet sich die Kreisverwaltung, die sich in Bad Oldesloe aufgrund des Krieges nur provisorisch befand, offiziell in der Stadt.

### Eingemeindungen
Im Jahr 1928 wurde Blumendorf und Fresenburg eingegliedert. Am 1. Januar 1972 kam Rethwischfeld hinzu. Mit der Eingliederung von Sehmsdorf wurde am 1. August 1976 die Reihe der Eingemeindungen abgeschlossen.

#### Blumendorf
Das Bauerndorf Blumendorf wurde erstmals 1314 urkundlich genannt. Es gehörte zum Gut Fresendorf (Altfresenburg), bis es 1635 Hans von Buchwald zu Schadehorn erwarb. Dieser wandelte es in ein Adliges Gut um.

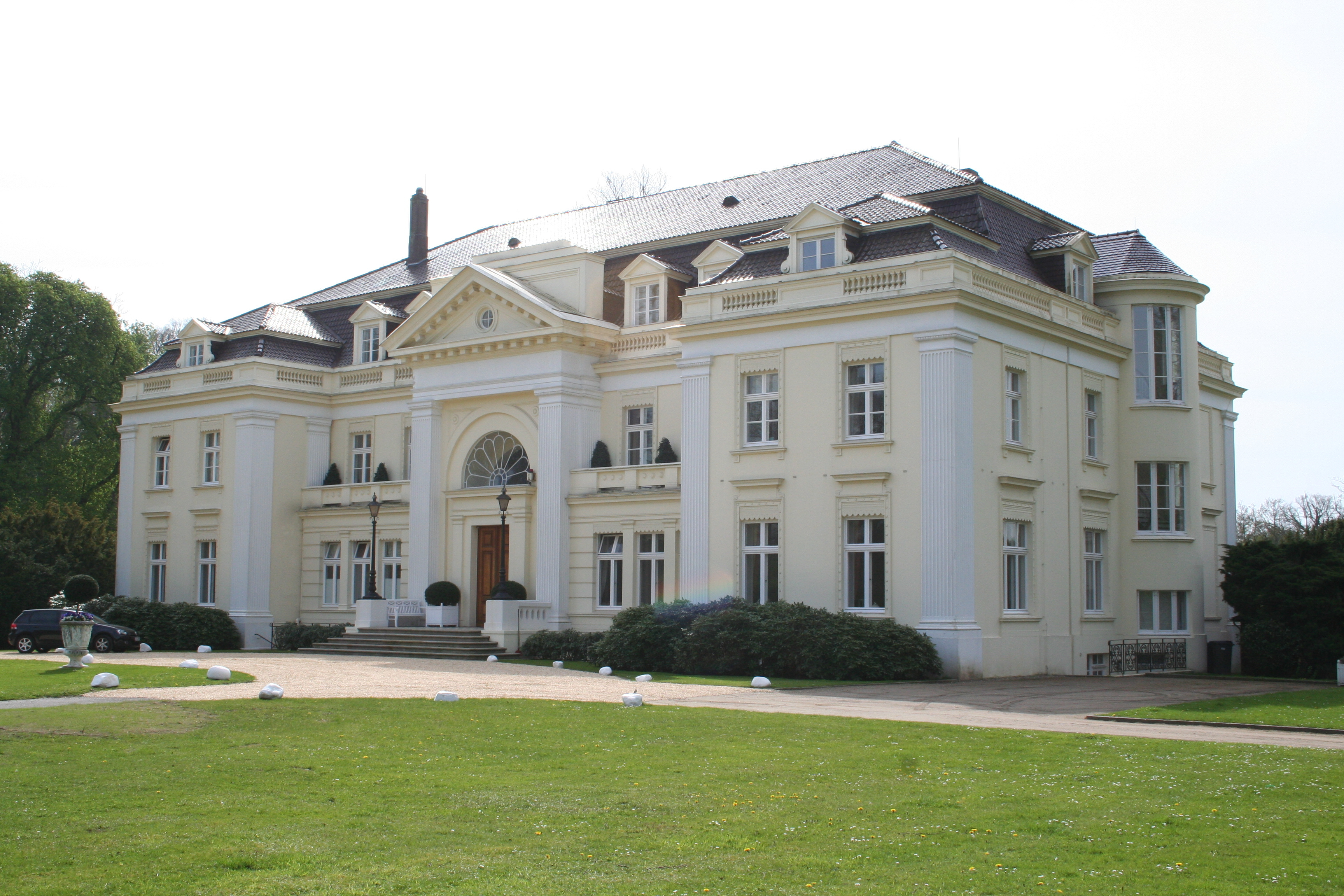
Herrenhaus Blumendorf

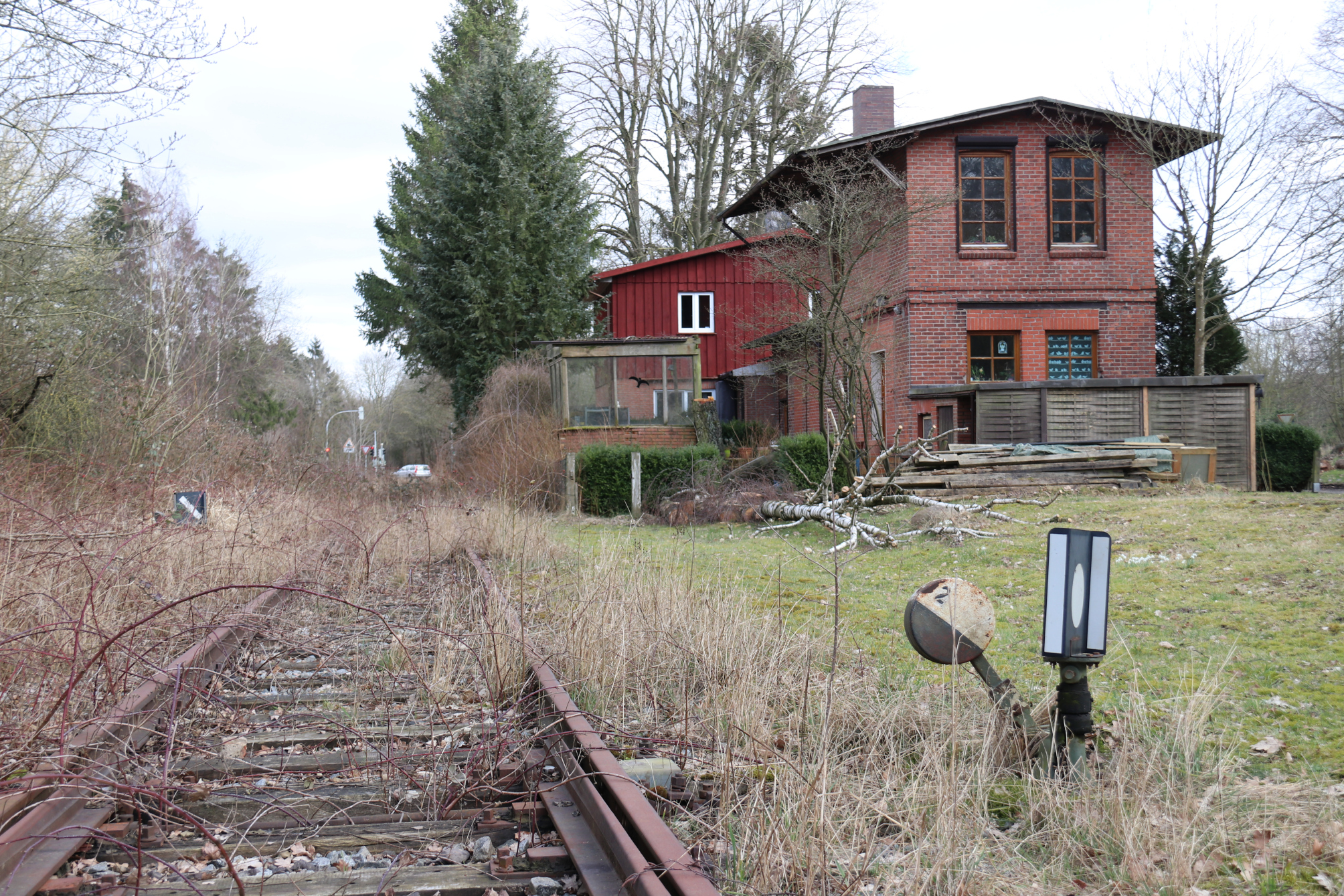
Bahnhof Blumendorf 2021

1755 ließ der damalige Gutsbesitzer Jacob Levin von Plessen das heutige Herrenhaus mit Torhaus erbauen und den Garten anlegen. 1761 gelangte das Gut Blumendorf an die Familie von Luckner. 1763, zwei Jahre nach Blumendorf, kam auch das Gut Schulenburg in den Besitz von Nicolaus von Luckner. Dieser ließ 1794 in den Wirren der Französischen Revolution in Paris auf der Guillotine sein Leben. Sein gleichnamiger Sohn hob schon im folgenden Jahr die Leibeigenschaft auf. 1827 ging das Gut an Martin Johann Jenisch, der damit Blumendorf und Altfresenburg nach fast 200 Jahren wieder zusammenführte. 1881 fielen die Güter an Martin Rücker von Jenisch, der 1906 in den preußischen Adels- und Freiherrnstand erhoben wurde. Sein Nachfahre, Martin Freiherr von Jenisch, besitzt die beiden Güter noch heute.
1889 kam der Gutsbezirk kommunalrechtlich zum Amtsbezirk Fresenburg. 1907 erhielt Blumendorf eine Bahnstation an der Bahnstrecke Elmshorn–Bad Oldesloe (Elmshorn-Barmstedt-Oldesloer Eisenbahn). Nach Einstellung des Personenbetriebs 1973 fand auf dem Reststück Blumendorf–Bad Oldesloe bis Ende Dezember 2016 Güterverkehr statt.
1928 wurde der Gutsbezirk aufgelöst und nach Bad Oldesloe eingemeindet. Blumendorf hatte damals 307 Einwohner. Ab 1950 entstanden auf 149 Hektar Neusiedlungen für Flüchtlinge und Vertriebene aus dem deutschen Osten. In den Jahren um 1958 wurde das Schloss als Krankenhaus genutzt.

#### Fresenburg

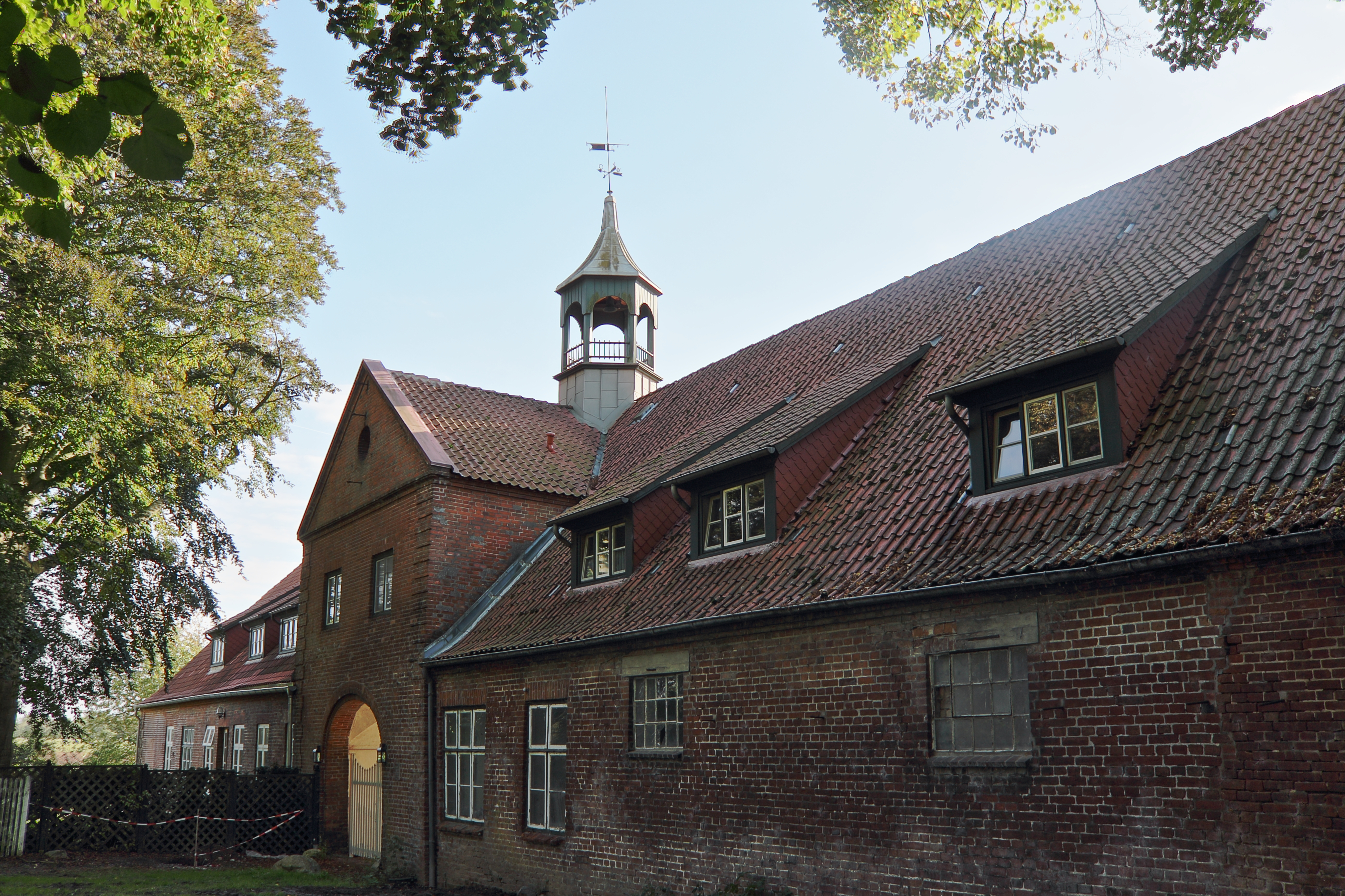
Torhaus des Gutes Altfresenburg

Fresenburg geht auf eine slawische Burg des 8. Jahrhunderts zurück. Urkundlich erwähnt wurde es aber erst 1263 als ein Adliges Gut, zu dem neben den Höfen Alt- und Neufresenburg, Poggensee und Schadehorn auch die Dörfer Poggensee und Seefeld gehörten. Der Gutsbesitzer Bartholomäus von Ahlefeld siedelte 1544 Mennoniten, die vor der religiösen Verfolgung in ihrer Heimat geflohen waren, in Wüstenfelde bei Schadehorn an. Auch Menno Simons fand hier eine Heimat. Simons Druckerei, die Mennokate, kann bis heute besichtigt werden. 1710 kaufte die Familie derer von Buchwaldt das Gut. Hugo von Buchwaldt ließ 1791 das noch bestehende Herrenhaus von Christian Frederik Hansen erbauen. Die Leibeigenschaft wurde erst 1804 aufgehoben. Mit Einführung der preußischen Kommunalverfassung 1889 bildete der Gutsbezirk gemeinsam mit dem Gutsbezirk Blumendorf den Amtsbezirk Fresenburg. Bei Auflösung der Gutsbezirke wurde Fresenburg 1928 nach Bad Oldesloe eingemeindet, es hatte damals 638 Einwohner. Während der Bodenreform nach dem Zweiten Weltkrieg wurden große Teile des ehemaligen Gutsgeländes aufgesiedelt.

### Einwohnerentwicklung

Einwohnerentwicklung von Bad Oldesloe von 1939 bis 2016

| Jahr | Einwohner |
| ---- | --------- |
| 1939 | 08.281    |
| 1954 | 14.953    |
| 1961 | 15.988    |
| 1970 | 18.360    |
| 2002 | 23.744    |
| 2005 | 24.019    |
| 2006 | 24.071    |
| 2007 | 24.172    |
| 2008 | 24.175    |
| 2010 | 24.322    |

| Jahr | Einwohner |
| ---- | --------- |
| 2011 | 24.461    |
| 2012 | 24.557    |
| 2013 | 24.477    |
| 2014 | 24.699    |
| 2015 | 24.949    |
| 2016 | 25.005    |
| 2017 | 24.964    |
| 2018 | 24.744    |
| 2019 | 24.690    |
| 2020 | 24.784    |
| 2021 | 24.841    |

## Religion
Peter-Paul-Kirche
Im Jahr 1150 weihte Bischof Vicelin die erste bekannte Kirche Oldesloes ein, die Petruskirche, die der Vorgängerbau der heutigen Peter-Paul-Kirche ist. Es wird vermutet, dass die Petruskirche im Jahr 1415 bei der Einäscherung Oldesloes durch Herzog Erich V. von Sachsen-Lauenburg in Flammen aufging. Auf ihren Grundmauern wurde daraufhin eine neue Kirche errichtet, die den Namen „kerke sante Peters unde sante Pawels“ trug. Seit 1525 gilt in Oldesloe die Reformation lutherischer Ausgestaltung. Zu der Zeit soll nach einer alten Überlieferung der Reformator Johannes Bugenhagen in der Peter-Paul-Kirche gepredigt haben. In den Jahren vor 1537 brannte die Peter-Paul-Kirche durch einen Blitzeinschlag weitgehend aus. Um wieder Gottesdienste feiern zu können, deckte man im Jahr 1542 das Dach der bis auf die Außenmauern zerstörten Kirche ein. In zwei Jahrhunderten wurde immer wieder versucht die Kirche zu reparieren, bis man sich aus Sicherheitsbedenken dafür entschieden hat, die Peter-Paul-Kirche abzureißen. Wenig später am 19. Juli 1757 wurde der Grundstein für eine neue Kirche gelegt, die schließlich 1763 fertiggestellt wurde. Ein Dachreiter befand sich bis etwa 1844 auf dem Dach der Kirche. Ihr heutiges Aussehen erlangte die Kirche durch den im Jahre 1886 gebauten 60 Meter hohen Turm im neugotischen Stil.
Evangelisch-Lutherische Kirchengemeinde
Die Evangelisch-Lutherische Kirchengemeinde in Bad Oldesloe hat drei Kirchen (Peter-Paul-Kirche in Bad Oldesloe, Christuskirche in Rethwisch und Martin-Luther-Kirche in Travenbrück im Ortsteil Tralau), fünf Gemeindehäusern (drei in Bad Oldesloe, eines in Rethwisch und eines in Travenbrück), sechs Kindertagesstätten, drei evangelischen Friedhöfen (Bad Oldesloe, Rethwisch, Travenbrück im Ortsteil Tralau) und einem Familienzentrum.
Römisch-katholische Kirchengemeinde
Die katholische Gemeinde St. Vicelin in Bad Oldesloe gehört zur in Ahrensburg ansässigen Pfarrei Sankt Ansverus des Erzbistums Hamburg, sie trägt das Patrozinium des heiligen Vizelin. Zu ihr gehören in Bad Oldesloe die am 13. Dezember 1969 geweihte St.-Vicelin-Kirche, ferner die Dreieinigkeitskapelle im ehemaligen Pfarrhaus und die St.-Josefs-Kapelle des Kinder- und Jugendhauses.
Evangelisch-Freikirchliche Baptistengemeinde
In der Straße Am Moordamm befindet sich das Gemeindezentrum der Baptistengemeinde. Sie gehört zum Bund Evangelisch-Freikirchlicher Gemeinden.
Islam
In der Turmstraße befindet sich die Mevlana-Moschee, welche der DiTiB angehört.
Sonstiges
Die Täuferbewegung hatte Mitte des 16. Jahrhunderts mit dem Zuzug von Menno Simons großen Zulauf. Auch gab es im 18. Jahrhundert in Oldesloe kurzzeitig eine Herrnhuter Brüdergemeine namens Pilgerruh.

## Politik

### Stadtverordnetenversammlung
Der Vorsitzende dieses Gremiums wird Bürgerworthalter genannt – eine in Deutschland einmalige Amtsbezeichnung.
| Wahl zur Stadtverordnetenversammlung Bad Oldesloe 2023Wahlbeteiligung: 47,5 % 3020100 29,0 %22,2 %20,9 %19,5 %4,3 %4,1 %0,1 %n. k. %n. k. % CDUFBOSPDGrüneFWLinkePiratenFDPFamilieGewinne und Verlusteim Vergleich zu 2018 %p 6 4 2 0 −2 −4 −6 −8+1,8 %p+4,5 %p+0,8 %p+4,2 %p+0,5 %p−2,3 %p+0,1 %p−6,1 %p−3,4 %pCDUFBOSPDGrüneFWLinkePiratenFDPFamilie | Sitzverteilung in der Stadtverordnetenversammlung Bad Odesloe seit 2023Insgesamt 37 Sitze - Linke: 1 - SPD: 8 - Grüne: 7 - FBO: 8 - FW: 2 - CDU: 11 |

Die Kommunalwahlen am 6. Mai 2018, am 26. Mai 2013, am 25. Mai 2008, am 2. März 2003 und am 22. März 1998 führten in der Stadt zu folgenden Ergebnissen:
| Parteien und Wählergemeinschaften | Parteien und Wählergemeinschaften       | % 2023 | Sitze 2023 | % 2018  | Sitze 2018 | % 2013  | Sitze 2013 | % 2008  | Sitze 2008 | % 2003  | Sitze 2003 | % 1998 |
| --------------------------------- | --------------------------------------- | ------ | ---------- | ------- | ---------- | ------- | ---------- | ------- | ---------- | ------- | ---------- | ------ |
| CDU                               | Christlich Demokratische Union          | 29,0   | 11         | 27,16   | 10         | 33,26   | 9          | 35,93   | 8(*) (10)  | 54,37   | 15         | 39,89  |
| FBO                               | Freie Bürger für Bad Oldesloe           | 22,2   | 8          | 17,74   | 6          | 14,10   | 4          | —       | 2(*) (—)   | —       | —          | —      |
| SPD                               | Sozialdemokratische Partei Deutschlands | 20,9   | 8          | 20,12   | 7          | 29,82   | 8          | 33,71   | 9          | 26,67   | 7          | 44,10  |
| GRÜNE                             | Bündnis 90/Die Grünen                   | 19,5   | 7          | 15,25   | 5          | 14,69   | 4          | 14,44   | 4          | 10,29   | 3          | 05,78  |
| FW                                | Freie Wähler                            | 4,3    | 2          | 03,83   | 1          | —       | —          | —       | —          | —       | —          | —      |
| LINKE                             | Die Linke                               | 4,1    | 1          | 06,43   | 2          | 02,77   | 1          | —       | —          | —       | —          | —      |
| PIRATEN                           | Piratenpartei Deutschland               | 0,1    | 0          | —       | —          | —       | —          | —       | —          | —       | —          | —      |
| FDP                               | Freie Demokratische Partei              | —      | —          | 06,11   | 2          | 05,36   | 1          | 15,92   | 4          | 08,67   | 2          | 05,59  |
| FAMILIE                           | Familien-Partei Deutschlands            | —      | —          | 03,36   | 1          | —       | —          | —       | —          | —       | —          | —      |
| Sonst.                            | Sonstige                                | —      | —          | —       | —          | —       | —          | —       | —          | —       | —          | 04,64  |
| Gesamt                            | Gesamt                                  | 100 %  | 37         | 100 %   | 34         | 100 %   | 27         | 100 %   | 27         | 100 %   | 27         | 100 %  |
| Wahlbeteiligung                   | Wahlbeteiligung                         | 47,5 % | 47,5 %     | 43,91 % | 43,91 %    | 42,42 % | 42,42 %    | 45,37 % | 45,37 %    | 52,62 % | 52,62 %    |        |

(*) Nach ihrem Austritt aus der CDU gründeten Heinz Drenkberg und Patricia Rohde im Mai 2011 die Fraktion Freie Bürger für Bad Oldesloe und traten mit der gleichnamigen Wählergemeinschaft zur Kommunalwahl 2013 an.

### Bürgermeister
- 1932–1945: Friedrich Wilhelm Kieling
- 1945–1947: Kurt Engelschall
- 1947–1950: Gustav Masuth
- 1950–1968: Hermann Barth
- 1968–1986: Gottfried Baethge (parteilos)
- 1986–1992: Ulrich Gudat (SPD)
- 1992–1998: Gerd-M. Achterberg (SPD)
- 1998–2004: Philipp Wrieden (CDU)
- 2004–2016: Tassilo von Bary (parteilos)
- seit 2016: Jörg Lembke (parteilos)

### Wappen
Blasonierung: „In Rot das silberne holsteinische Nesselblatt, darin als Brustbild der nimbierte, blau gekleidete heilige Petrus, der einen aufrechten schwarzen Schlüssel hält.“
In der vor 1978 von der Stadt geführten Fassung des Wappens hält Petrus einen goldenen Schlüssel und der Nimbus (Heiligenschein) ist ebenfalls golden.

### Städtepartnerschaften
- Beer Jaʿakov (Israel)
- Olivet (Frankreich)
- Kolberg/Kołobrzeg (Polen)
- Jifna (Palästina)[25]

Solidaritätsbündnisse
- Hiroshima (Japan)

Namenspatenschaften
- Bad Oldesloe ist Namenspate für einen Doppelstock-Steuerwagen und einen ICE der Deutschen Bahn.

## Kultur und Sehenswürdigkeiten

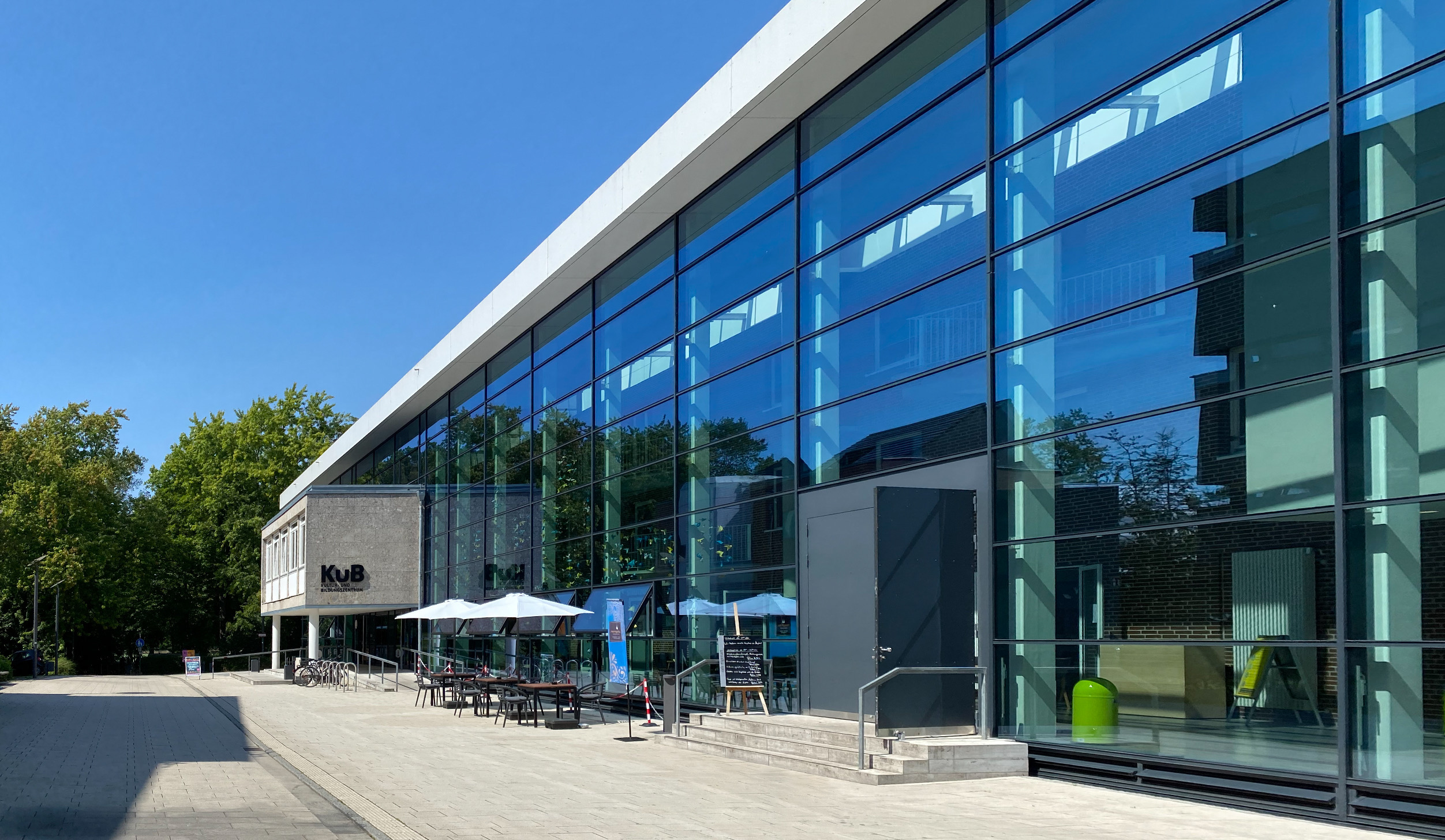
KuB – Kultur- und Bildungszentrum Bad Oldesloe

### Theater und Museen

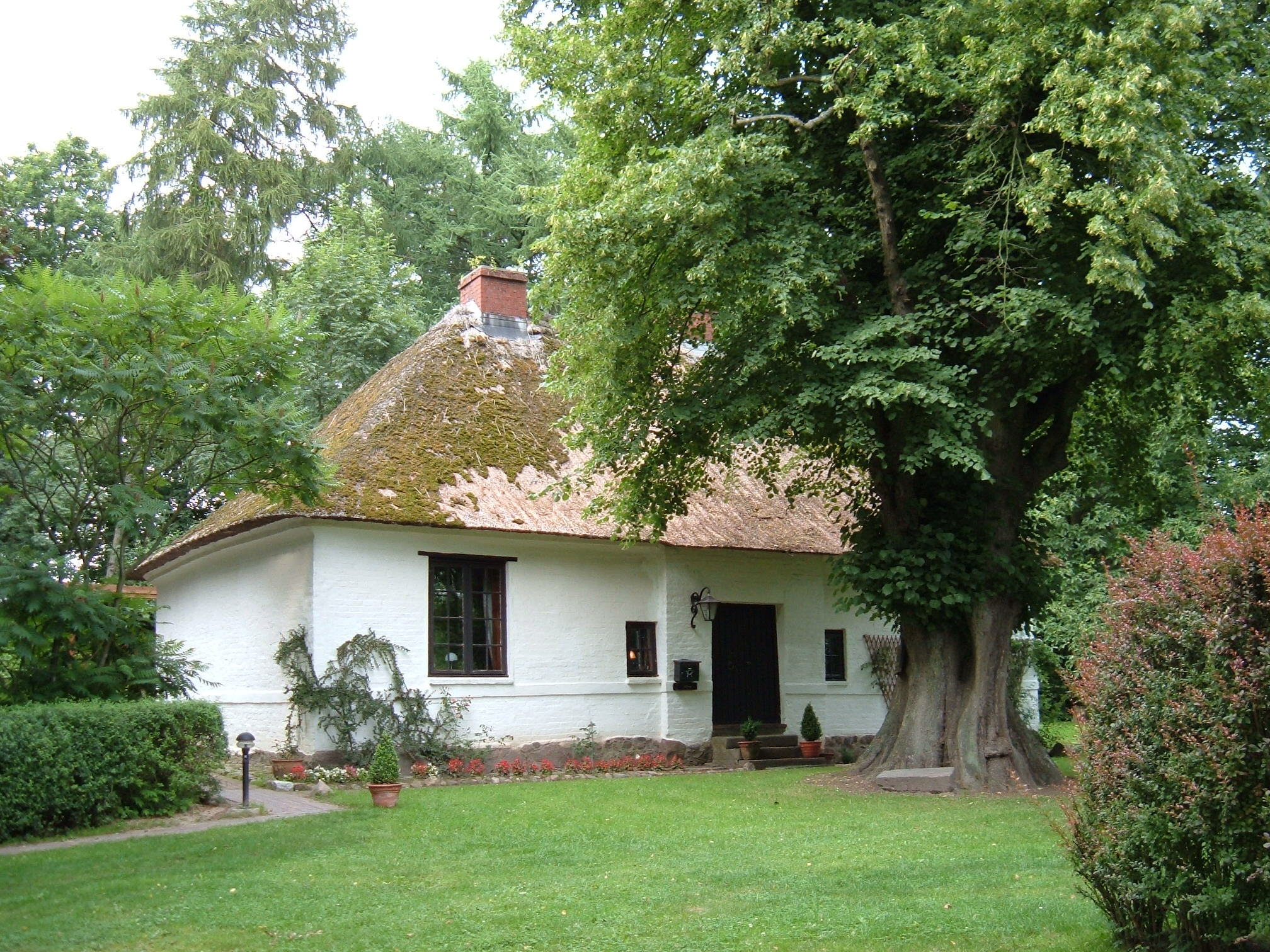
Die Mennokate

Die unter Denkmalschutz stehende Mennokate aus dem 16. Jahrhundert ist heute ein Museum zum Gedenken an Menno Simons, den Namensgeber der Mennoniten, eine Freikirche der reformatorischen Täuferbewegung. In diesem Gebäude wurden einige seiner Bücher wie das Fundamentbuch gedruckt.
Das Heimatmuseum (im Gebäude der Stadtbibliothek) bietet eine beachtliche Sammlung von den ältesten nacheiszeitlichen Funden bis zur Neuzeit.
Das markante Gebäude-Ensemble des Kultur- und Bildungszentrums (KuB) prägt seit 2016 das Zentrum von Bad Oldesloe. Es besteht aus dem umgebauten und mit einem großen Glasfoyer und einem Veranstaltungssaal ergänzten ehemaligen Amtsgericht Bad Oldesloe, dem historischen Rathaus und einer Theaterwerkstatt. Unter einem Dach vereint es das städtische Kulturbüro, die Volkshochschule, die Oldesloer Musikschule für Stadt und Land, die Oldesloer Bühne, Klngstdt, Stormarn Magic sowie die Stadtinfo und ein Café.
Bad Oldesloe hat kein festes Theatergebäude, aber zwei Vereine, die mit ihren Produktionen an verschiedenen Orten auftreten. Der Verein Oldesloer Bühne führt seit 1966 hochdeutsche und plattdeutsche Stücke auf. Der 2002 gegründete Verein Bad Oldesloe macht Theater ging aus dem Projekt Hagelstein – Bad Oldesloe macht Theater hervor, das nach der Idee, dem Konzept und der Grundinszenierung des englischen Regisseurs Tim Page entstand. Der Verein veranstaltet aufwendige Freiluft-Theaterprojekte in der Stadt, darunter 2004 der Salzgraf (Regie: Frank Schröder) sowie 2007 Die Witwe von der Hude (Regie: Sebastian Urs Syrbe). 2011 wurde unter der Regie von Sven Lange im Kulturhof das Stück Marke Bölck uraufgeführt, das sich mit dem Fabrikanten Friedrich Bölck beschäftigte. Derselbe Regisseur und Autor, nun als Sven Lenz, inszenierte am selben Ort im Mai 2015 das Stück 1848 – Freiheit für Oldesloe, in dem der Freiheitskampf der Oldesloer unter dänischer Herrschaft thematisiert wird.

### Musik
Seit dem 1. März 2006 ist die lokale Musikszene als klangStadt1, später umbenannt nach Klngstdt, organisiert. Momentan sind 20 lokale Bands in dieser Gruppe organisiert, die bereits zahlreiche Events auf die Beine gestellt hat. Am 14. und 15. Juli 2007 fand zum ersten Mal das Bad Oldesloe Open Air statt, das sich seit 2008 KlangStadt Open Air nennt.
Musikvereine wie z. B. die Marchingband Stormarn Magic e. V., der Spielmannszug Oldesloer Stadtgarde oder die Marchingband The Blue-White Devils finden in Bad Oldesloe ihr Publikum.

### Bauwerke

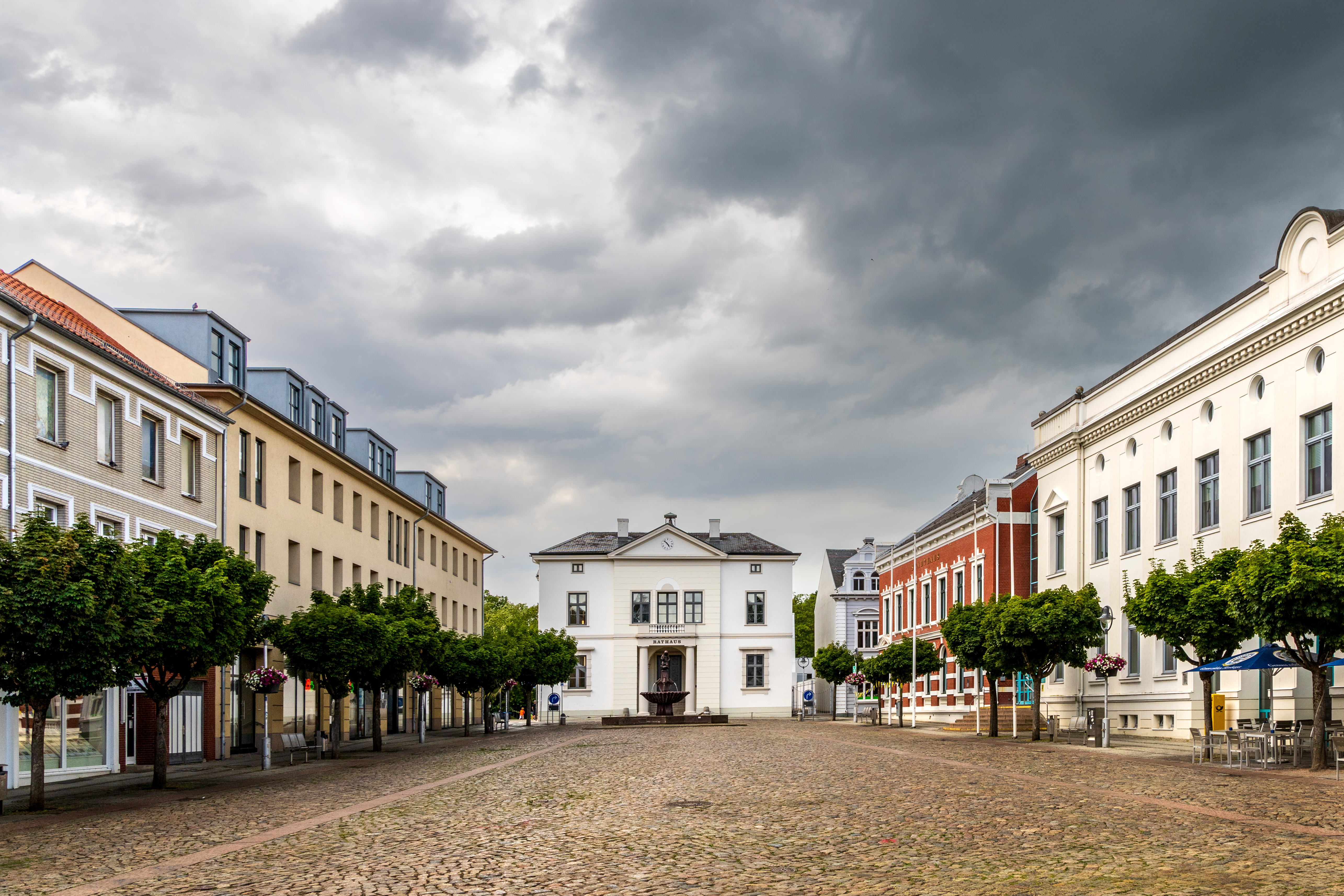
Der Marktplatz

Die Grundstruktur der seit dem Mittelalter an Beste und Trave herangewachsenen Stadt ist noch recht gut erkennbar, die ursprünglichen Hauptstraßen Besttorstraße, Mühlenstraße und Lange Straße (seit 1930 nach Paul von Hindenburg benannt) sind heute Fußgängerzone. Abbrüche und Neubebauung vor allem seit den 1960er Jahren haben das Stadtbild allerdings erheblich verändert.

### Grünflächen und Naherholung
Am nordwestlichen Stadtrand (Richtung Fresenburg) liegt das Brenner Moor, das größte binnenländische Salzmoor in Schleswig-Holstein.

### Sport
Bad Oldesloe bietet drei Stadien (Travestadion, Wendumstadion, Kurparkstadion), einen Hockey- und mehrere Tennisplätze im Kurpark, eine Schwimmhalle und das Naturfreibad Poggensee. Beide Bäder werden von der Vereinigte Stadtwerke GmbH betrieben, die auch die Strom-, Gas- und Wasserversorgung in Bad Oldesloe betreibt.
Am Exer gibt es die kleine Skate-Anlage „SkateLand“ sowie eine Fahrradsportanlage, den sogenannten „Dirtpark“, einen Minigolfplatz mit Verein, einen Wohnmobil-Parkplatz mit Übernachtungsmöglichkeit, eine Sporthalle und seit Oktober 2013 einen Kunstrasen-Fußballplatz.
Verschiedene Vereine, die auch über die Stadtgrenzen hinaus bekannt sind, wie z. B. der VfL Oldesloe, der THC „Blau-Weiß“ Bad Oldesloe, die Bürgerschützengilde, der SV Türkspor Bad Oldesloe, der SC Union Oldesloe oder Spiridon-Club Bad Oldesloe bieten vielfältige Gelegenheit zur sportlichen Betätigung.

#### Fußball
In Bad Oldesloe gibt es drei Sportvereine mit einer Fußballsparte.

##### SC Union Oldesloe
Der SC Union Oldesloe besteht in der Saison 2021/22 aus zwei Herrenmannschaften, einer Frauenmannschaft sowie neun Jugendmannschaften. Die Heimspiele werden im heimischen Kurparkstadion ausgetragen.

##### VfL Oldesloe
Der Verein hat seinen Ursprung in dem Männer-Turnverein Oldesloe (MTV von 1862). Die heute noch gültige Bezeichnung VfL Oldesloe ist auf die Fusion des Oldesloer SV (1902) mit dem Männer-Turnverein Oldesloe (MTV von 1862) 1938 zurückzuführen. Die Stadt Bad Oldesloe erhielt im Jahre 1910 den Ehrentitel „Bad“ für ihren Kur- und Bäder-Betrieb. Der Vereinsname des VfL Oldesloe enthält das „Bad“ nicht, da dieser bereits seit 48 Jahren bestand. Somit fand dieser Zusatz nie beurkundeten Eingang in den Vereinsnamen.

##### SV Türkspor Bad Oldesloe
Der SV Türkspor Bad Oldesloe 2005 e. V. hat zwei Herrenmannschaften und mehrere Kinder- und Jugendmannschaften. Die 1. Herrenmannschaft spielt in der Kreisklasse A und die 2. Herrenmannschaft in der Kreisklasse B. Beide Mannschaften tragen ihre Heimspiele im Kurparkstadion aus.

### Regelmäßige Veranstaltungen
Das alle zwei Jahre stattfindende Stadtfest fand zuletzt im Juni 2024 statt. Das Fest zieht jedes Mal tausende Besucher von überall her in die Kreisstadt an der Trave.
Zu den alljährlichen großen Veranstaltungen zählen u. a. das Kindervogelschießen und das Schützenfest. Beide Feste werden mit einem traditionellen Umzug durch die Stadt eingeleitet und auf dem ehemaligen Exerzierplatz (kurz: Exer) gefeiert.

## Wirtschaft und Infrastruktur

### Unternehmen
Bad Oldesloe ist Hauptsitz des Reinigungsgeräteherstellers Hako, des Brandschutz-Unternehmens Minimax und der Brennerei August Ernst. Das Unternehmen Herose stellt Armaturen für die Tieftemperaturtechnik her. Der südafrikanische Pharmakonzern Aspen Pharmacare betreibt ein Werk in der Stadt. Die Lindal Group stellt Ventile und Sprühkappen her. Feige GmbH, Abfülltechnik ist ein Hersteller von Abfüllanlagen für flüssige und pastöse Produkte. Bad Oldesloe ist zusammen mit Eutin Sitz der Sparkasse Holstein. Die Volksbank Stormarn hatte bis zur Auflösung 2018 ihren Sitz in der Stadt.

### Behörden

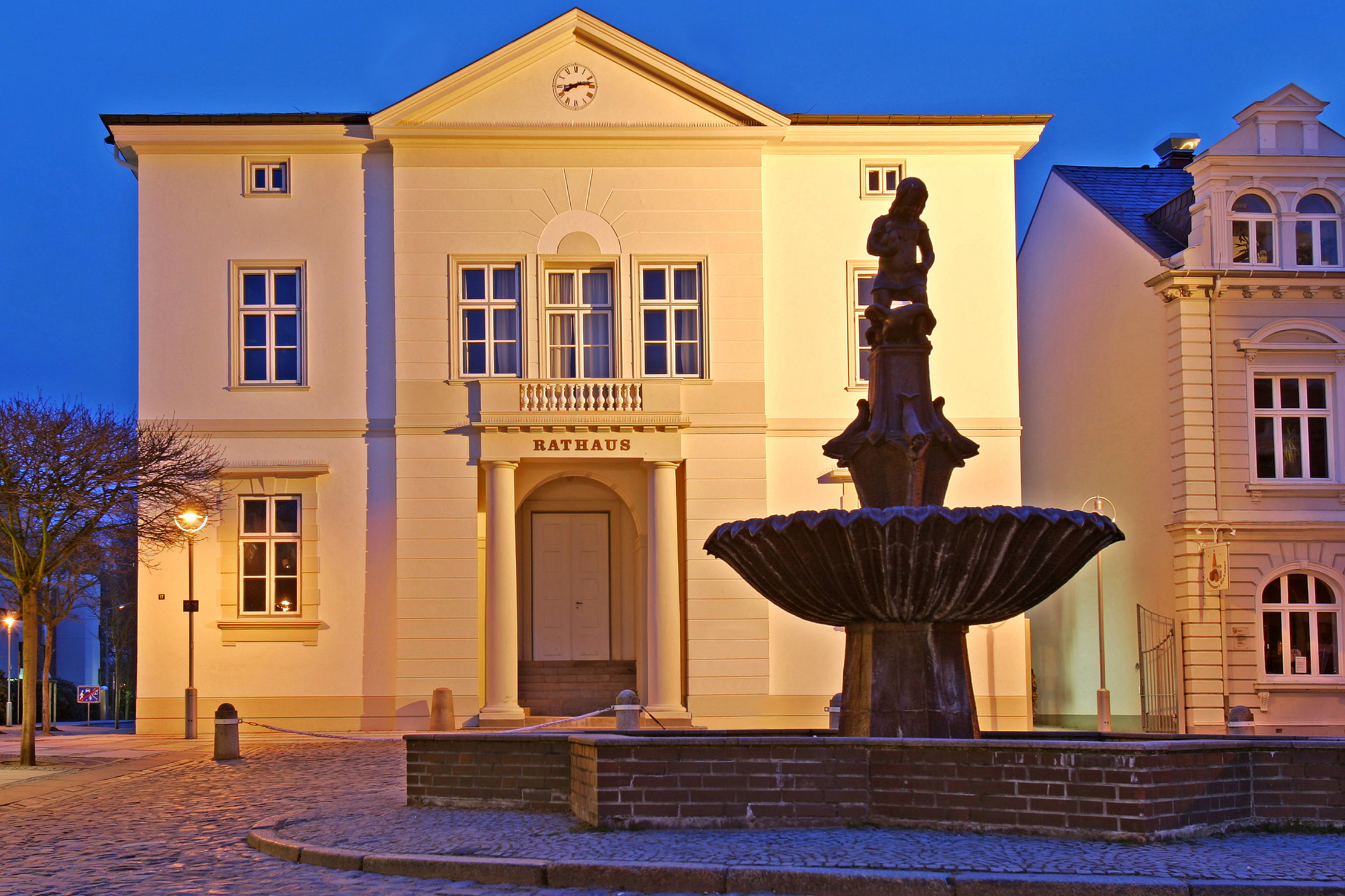
Das alte Rathaus mit dem Gänselieselbrunnen im Vordergrund

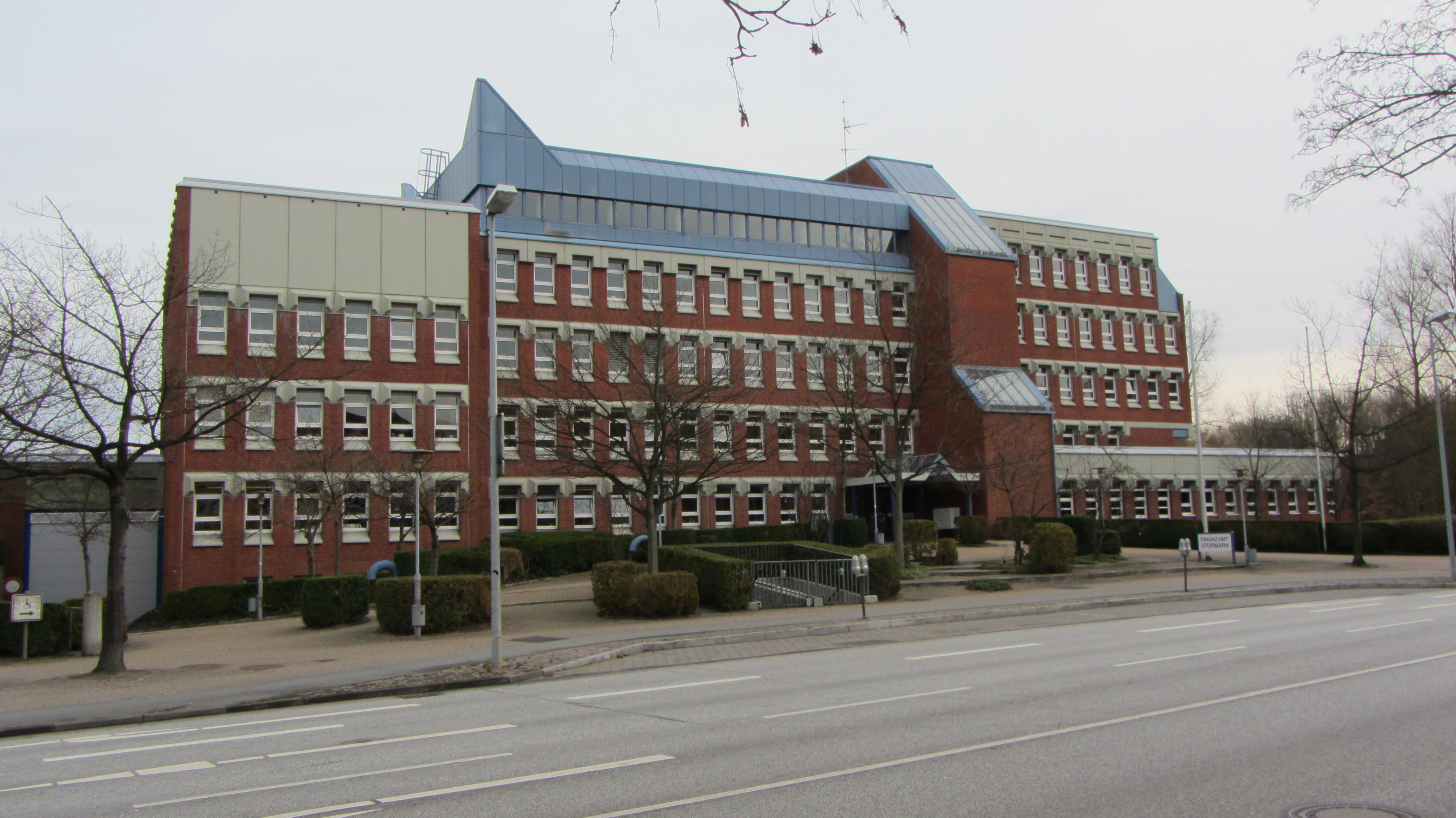
Finanzamt in Bad Oldesloe

Seit der Ausbombung Wandsbeks 1944 beherbergt Bad Oldesloe die Kreisverwaltung des Kreises Stormarn. Außerdem sitzt auch die Verwaltung des Amt Bad Oldesloe-Land in der Stadt, die selbst aber dem Amt nicht angehört.
Daneben ist Bad Oldesloe Sitz des Finanzamtes Stormarn und der Familienkasse Lübeck/Stormarn. Die Bundesagentur für Arbeit und die Deutsche Rentenversicherung Bund unterhalten je einen Verwaltungssitz in Bad Oldesloe. Die Polizeidirektion Ratzeburg betreibt in Bad Oldesloe eine Polizeiinspektion mit einem Bezirksrevier, einer Kriminalpolizeistelle sowie einem Autobahnrevier.

### Medien
In Bad Oldesloe befinden sich die Redaktionen des „Stormarner Tageblatt“ als Lokalausgabe des Schleswig-Holsteinischen Zeitungsverlags (sh:z) sowie der Lokalausgabe der Lübecker Nachrichten. Auch das Hamburger Abendblatt veröffentlicht eine Lokalausgabe für den Kreis Stormarn, deren Redaktion jedoch in Ahrensburg beheimatet ist. In Bad Oldesloe werden kostenlos die Anzeigenblätter Markt, Wochenblatt, Blickpunkt und der bote verteilt. Im Internet gibt es das Portal IN oldesloe und die Online-Tageszeitung Stormarnlive.de, welche regelmäßig aus Bad Oldesloe berichten.

### Öffentliche Einrichtungen
Die Stadt Bad Oldesloe verfügt über vier Freiwillige Feuerwehren in den Ortsteilen Seefeld, Poggensee, Rethwischfeld und Bad Oldesloe, sowie über einen Ortsverband des THW.

### Bildung
Es gibt drei Grundschulen (Stadtschule, Klaus-Groth-Schule und Grundschule West). Weiter gibt es drei Gemeinschaftsschulen (Theodor-Storm-Schule, Schule am Masurenweg (Grund- und Gemeinschaftsschule) sowie die Ida-Ehre-Schule, eine ehemalige Integrierte Gesamtschule) ein Gymnasium (Theodor-Mommsen-Schule) und eine Förderschule (Schule am Kurpark).
In Bad Oldesloe befindet sich seit 1889 die Berufliche Schule des Kreises Stormarn. Von 1898 bis 1994 gab es außerdem eine Landwirtschaftsschule. Das Gebäude der Landwirtschaftsschule wird heute von der Beruflichen Schule des Kreises Stormarn genutzt, die derzeit zu einem Regionalen Berufsbildungszentrum (RBZ) umstrukturiert wird. Im Gebäude der alten Stadtschule von 1839 ist seit 1977 die Stadtbibliothek Bad Oldesloe untergebracht.

### Verkehr

#### Schienenverkehr

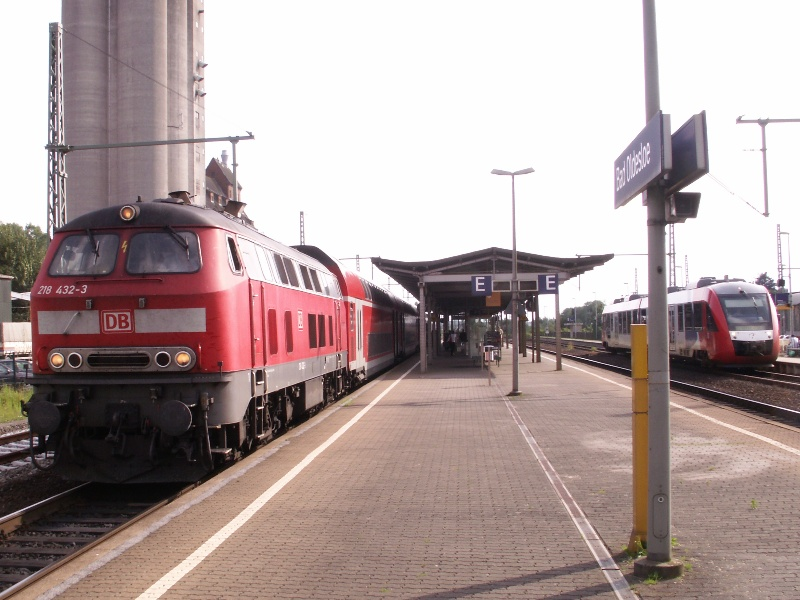
Bahnhof Bad Oldesloe

Bad Oldesloe ist durch die 1865 eröffnete Bahnstrecke Hamburg–Lübeck per Eisenbahn erreichbar. Seit dem 15. Dezember 2002 fährt die Nordbahn zwischen Neumünster und Bad Oldesloe über Bad Segeberg im Stundentakt. Die zwei Jahrzehnte zuvor bediente die DB die Strecke im Pendelverkehr nur zwischen Bad Oldesloe und Bad Segeberg.
In der Vergangenheit war der Bahnhof Bad Oldesloe ein bedeutender Knotenpunkt im Schienenverkehr. Der östliche Streckenabschnitt der
Bahnstrecke Elmshorn–Bad Oldesloe wurde nach 1973 zwischen Blumendorf und Ulzburg Süd aufgegeben und in einen Radweg umgebaut. Erhalten geblieben ist ein Streckenrest innerhalb von Bad Oldesloe zur Erschließung des Industriegebiets bei Blumendorf. Darüber hinaus gab es die vor dem Zweiten Weltkrieg bedeutende Verbindung auf der Kaiserbahn Richtung Ratzeburg (Stilllegung Personenverkehr 1962, Güterverkehr 1971) und die Bahnverbindung nach Schwarzenbek (Stilllegung Personen- und Güterverkehr 1976). Auch diese Strecken wurden abgebaut und teilweise in Radwege umgewandelt. In Betrieb ist die Strecke Bad Oldesloe – Bad Segeberg – Wahlstedt – Neumünster, deren Abschnitt Bad Segeberg–Neumünster zwischen 1984 und 2002 im SPNV nicht bedient wurde.
Bad Oldesloe ist über die Linien RE8, RE80, RB81 sowie der Linie RB82 an den Hamburger Verkehrsverbund (HVV) angeschlossen. Die Linie RB82 startet hier und endet in Neumünster. Für die Linien RE8 und RE80 ist Bad Oldesloe Durchgangsbahnhof, die RB81 endet hier; der Tarifbereich des HVV endet in Reinfeld. Die Züge fahren weiter bis Lübeck im Schleswig-Holstein-Tarif. Der RE8 verkehrt darüber hinaus seit dem Fahrplanwechsel stündlich bis Lübeck-Travemünde Strand.

#### Busverkehr
Bad Oldesloe verfügt über mehrere Stadtverkehrs- sowie Regionalbuslinien, die in der Regel von Montag bis Freitag verkehren. Die Linien des Schülerverkehrs sind zur allgemeinen Nutzung mit Fahrkarten für jedermann freigegeben.
An Sonntagen sowie in den Abendstunden des Samstages verkehrt nach Anmeldung ein Anruf-Sammel-Taxi im Stadtbereich sowie den Ortsteilen.
Alle Buslinien sind in die Tarife von HVV und NAH.SH integriert.

#### Straßenverkehr
Seit 1937 ist die Stadt durch die heutige Bundesautobahn 1 an das überregionale Straßennetz angeschlossen. Seit Dezember 2004 können von der A 1 auch schnell die Städte Rostock und Schwerin über die neue Ostseeautobahn A 20 erreicht werden. Westlich der Stadt verläuft die A 21, mit der die Städte Bad Segeberg und die Landeshauptstadt Kiel schnell zu erreichen sind. Ferner wird über diese Autobahn auch der Anschluss an die A 24 erreicht und damit die Verbindung Richtung Berlin.
Ebenso verläuft die B 75 (parallel zur A 1) durch die Kreisstadt. Die B 208 bindet die Stadt an den angrenzenden Kreis Herzogtum Lauenburg an. Die Nordtangente entlastet seit 1978 die Innenstadt.

## Persönlichkeiten

### Söhne und Töchter der Stadt
- Georg Heuermann (1722/1723–1768), deutsch-dänischer Chirurg, Physiologe und Hochschullehrer
- Johannes Noodt (1781–1851), Kunsthändler und Auktionator
- Wilhelm Olshausen (1798–1835), Pädagoge, Autor und Schulleiter
- Ferdinand Dahlberg (1828–1891), lübeckischer Unternehmer und Mitglied der Bürgerschaft
- Carl William Freese (1828–1899), lübeckischer Tuchhändler und Politiker
- Johannes Martens (1844–1892), Sänger (Heldentenor)
- Ernst Heinrich Bokelmann (1858–1928), Rechtsanwalt und Notar sowie Mitglied des Reichstags des Deutschen Kaiserreichs
- Eugen Lechner (1903–1971), Politiker
- Klaus Bargsten (1911–2000), Marineoffizier, U-Boot-Kommandant und Ritterkreuzträger
- Marei Obladen (1941–2020), Hörspielautorin und Rezensentin
- Anne-Gret Winkler (1944–2018), Künstlerin und Galeristin
- Rolf Witthöft (1944–2025), Motorradsportler
- Isa Genzken (* 1948), Bildhauerin
- Jochen Hörisch (* 1951), Literatur- und Medienwissenschaftler
- Rüdiger Schmidt-Grépály (* 1952), Kulturmanager und Hochschullehrer
- Gunther Martin Göttsche (* 1953), Kirchenmusiker
- Klaus Müller-Ott (* 1953), Allgemein- und Sportmediziner und Sportfunktionär
- Birgit Knappe (* 1955), bildende Künstlerin
- Thomas Saretzki (* 1955), Politologe und Professor
- Hansgeorg Schmidt-Bergmann (* 1956), Literatur- und Kulturwissenschaftler und Hochschullehrer
- Werner Schwarz (* 1960), Landwirt, Agrarfunktionär und Politiker (CDU)
- Burkhard Tesdorpf (* 1962), Vielseitigkeitsreiter, der 1984 Olympiadritter mit der Mannschaft wurde
- Sven Seibold geb. Litzcke (* 1966), Wirtschaftspsychologe und Hochschullehrer
- Michael Braun Alexander (* 1968), Journalist und Schriftsteller
- Timo Erbs (* 1968), American-Football-Spieler
- Stefan Traub (* 1968), Wirtschaftswissenschaftler und Hochschullehrer
- Bettina Wollesen (* 1972), Sportwissenschaftlerin
- Anna Greve (* 1973), Kunsthistorikerin, Museumsdirektorin
- Katharina Fegebank (* 1977), Politikerin
- Jan Ehlert (* 1979), Journalist
- Kjell Landsberg (* 1980), Handballspieler
- Axel Fischer (* 1981), Musiker
- Uli König (* 1981), Informatiker und Politiker
- Sarah Speck (* 1981), Soziologin
- Johanna Barg (* 1984), Volleyballspielerin
- Christopher Vogt (* 1984), Politiker (FDP)
- Rouwen Hennings (* 1987), Fußballspieler
- Julia Görges (* 1988), Tennisspielerin
- Hanno Holzhüter (* 1988), Handballspieler
- Tobias Meyer (* 1988), Springreiter
- Maximilian Ahlschwede (* 1990), Fußballspieler
- Alexander Meyer (* 1991), Fußballtorwart
- Aminata Belli (* 1992), Moderatorin
- Aliena Schmidtke (* 1992), Schwimmerin
- Davide von Zitzewitz (* 1992), Motocross- und Endurosportler
- Wincent Weiss (* 1993), Sänger und Songwriter
- Dren Feka (* 1997), Fußballspieler
- Celina Meißner (* 1998), Handballspielerin
- Judith Tietjen (* 2002), Handballspielerin

### Personen, die in Bad Oldesloe gewirkt haben
- Menno Simons (1496–1561), Begründer der Mennoniten, starb in Wüstenfelde bei Bad Oldesloe.
- Dieterich Buxtehude (um 1637–1707), Organist und Komponist
- Harald Ackermann (1810–1873), Mediziner
- August Mommsen (1821–1913), Althistoriker
- Friedrich Bölck (1877–1940), deutscher Unternehmer (Direktvertrieb von Margarine und anderer Lebensmittel), finanzieller Förderer des „Gänselieselbrunnens“ auf dem Oldesloer Marktplatz und der Massenhochzeit 1927
- Else Wex-Cleemann (1890–1978), Malerin
- Joachim Erbslöh (1909–2006), deutscher Hochschulprofessor, Gynäkologe, Wissenschaftler und Buchautor
- Gerhard Stoltenberg (1928–2001), CDU-Politiker, Ministerpräsident des Landes Schleswig-Holstein (1971–1982), viele Jahre Bundesminister, besuchte die TMS und legte dort in Bad Oldesloe sein Abitur ab.
- Tyll Necker (1930–2001), Unternehmer und langjähriger Präsident des BDI
- Klaus Klingner (1935–2024), ehemaliger Justizminister Schleswig-Holsteins (1988–1996), lebte in Bad Oldesloe.
- Frank Schepke (1935–2017), Olympiasieger 1960 im Rudern (Deutschland-Achter)
- Heino Jaeger (1938–1997), Maler, Graphiker und Satiriker, in Bad Oldesloe bestattet
- Raimund Harmstorf (1939–1998), Schauspieler, in Bad Oldesloe bestattet
- Michael Michalsky (* 1967), deutscher Modeschöpfer und Designer, wuchs in Bad Oldesloe auf
- Axel Hager (* 1969), Beach-Volleyballer, errang 2000 bei den Olympischen Spielen in Sydney die Bronzemedaille, wuchs in Bad Oldesloe auf
- Roman Rossa (* 1972), Schauspieler, ging in Bad Oldesloe zur Schule